# UkrSWIFT

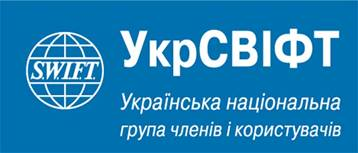
Logo of Ukrainian SWIFT User's Group according to SWIFT guidelines

Асоціація УкрСВІФТ є формальним об'єднанням користувачів та членів СВІФТ в Україні.    
Українська Національна група Членів та Користувачів СВІФТ існує з 1993 року. Перші вісім українських банків було підключено до мережі СВІФТ у вересні 1993 року. 
Реєстрація юридичної особи в формі Асоціації УкрСВІФТ відбулася в червні 2004 року. Асоціація об‘єднує членів та користувачів міжнародної системи обміну фінансовими повідомленнями S.W.I.F.T. та є незалежною асоціацією з неприбутковим статусом. Головним органом Асоціації є Загальні збори. 
Керування діяльністю Асоціації відбувається Радою УкрСВІФТ, до якої входять представники членів та користувачів СВІФТ в Україні. Поточна діяльність Асоціації здійснюється Виконавчою дирекцією УкрСВІФТ. Членами асоціації на сьогоднішній день є 70 українських фінансових установ.    
Основними задачами Асоціації є: 
- проведення єдиної політики з питань пов'язаних з використанням та розвитком СВІФТ в Україні,
- представництво української спільноти СВІФТ у Раді Директорів СВІФТ,
- контроль за відповідністю критеріїв вступу до СВІФТ українськими фінансовими установами,
- участь у розробці та розповсюдженні міжнародних стандартів фінансових повідомлень,
- централізоване замовлення, збір та розподіл технічних засобів, програмного забезпечення необхідних для забезпечення ефективного та безперервного функціонування міжнародної системи передачі фінансових повідомлень СВІФТ в Україні відповідно до замовлень членів Асоціації.
- проведення навчальних заходів та підтримка обміну досвідом між користувачами системи СВІФТ та розповсюдження інформації про напрямки розвитку та існуючі рішення у галузі фінансових телекомунікацій.

Асоціація діє у відповідності до правил встановлених міжнародним неприбутковим кооперативом СВІФТ для Національних груп користувачів. Правила передбачають обов'язкове існування національних груп та участь у них всіх користувачів, а також покладають на Національну групу наступні завдання:
1. Розробка національних критеріїв допуску фінансових закладів України до системи СВІФТ.
2. Консультація Ради Директорів СВІФТ з приводу національних особливостей фінансових телекомунікацій.
3. Участь у виборах представника національної спільноти СВІФТ до Ради Директорів СВІФТ.
4. Забезпечення користувачів технічною та організаційною допомогою при підключенні та використанні системи СВІФТ.